# روت (استان کرجالی)
روت (به بلغاری: Rut) یک منطقهٔ مسکونی در بلغارستان است که در شهرستان ژبل واقع شده‌است.